# 오피스 (도시)
오피스(Opis, Akkadian Upî 또는 Upija; 고대 그리스어: Ὦπις)는 현대 바그다드에서 멀지 않은 티그리스강 근처의 고대 근동 도시였다. 현재 오피스(Opis)와 우피(Upi)의 동등성은 일반적으로 가정만 할뿐 아직 입증되지는 않았다. 초기에는 우피의 표의 문자가 케시(Kesh) 또는 악샤크를 나타낼 수 있다고 생각되었다. 톨 알 무자일라트(Tall al-Mujailāt)가 제안되었지만 그 위치는 아직 확실하게 알려져 있지 않다. 장소는 또한 고대 도시 악샤크의 위치로 제안되었다.

## 위치
아카드어와 그리스어 문헌에 따르면 이곳은 디얄라강 근처의 티그리스 동쪽에 위치해 있었다. 도시의 정확한 위치는 오랫동안 불확실했지만 한때 셀레우키아 도시 근처나 아래에 있었던 것으로 생각되었다. 텔아비르(Tel Abir) 부지 또한 오피스의 위치로 이야기되었다.